# Hiện tượng quan sát thấy UFO ở châu Phi
Đây là danh sách những trường hợp được cho là đã nhìn thấy vật thể bay không xác định hoặc UFO ở châu Phi.

## Algérie
Trong chiến tranh Algérie (1954-1962), nhiều vụ chứng kiến UFO đã được báo cáo xung quanh các vùng xung đột. Tháng 3 năm 1975, một số UFO đã được "những người đáng kính" quan sát thấy trên khắp đất nước.

## Morocco
Ngày 12 tháng 7 năm 1952, 2 đĩa bay thon dài được cảnh sát phát hiện vào ban đêm phía trên Had Kourt. Ngày hôm sau, lúc 11 giờ 45 phút tối, người dân Fedala phát hiện một vật thể hình quả bóng màu xanh lục đang bay với tốc độ cao và tạo thành một vệt sáng. Ngày hôm sau, lúc 9 giờ sáng, một cặp vợ chồng quan sát thấy một đĩa bay khác trong khoảng 30 giây.

## Senegal
Ngày 3 tháng 7 năm 1952, một chiếc đĩa bay được nhiều người phát hiện phía trên Dakar lúc 6 giờ 8 phút sáng. Chiếc đĩa theo như lời các nhân chứng mô tả là phẳng và thuôn nhọn, đi với tốc độ lớn và được ngọn lửa vây quanh. Khi chiếc đĩa bay về phía nam, những người chứng kiến đã tả lại rằng họ chẳng còn nhìn thấy các ngôi sao được nữa.

## Sudan
Tháng 1 năm 2018, một UFO được phát hiện trên bầu trời Khartoum mà quân đội Sudan đã nhận dạng đây là một vệ tinh tiềm năng (có thể là vệ tinh Zuma thất bại của Mỹ theo một nhà khoa học), mặc dù họ thừa nhận không thể xác định rõ vật thể bay.

## Tunisia
Tháng 7 năm 1969, nhiều nhà quan sát, bao gồm cả các quan chức đại sứ quán Mỹ, đã báo cáo về một vật thể bay có hai phần màu xanh lá cây và xanh lam có kích thước như trăng tròn trên bầu trời Tunis. Nó được cho là đã phát nổ tạo thành một đám mây hình tròn màu xanh lục.

## Zimbabwe
Ngày 14 tháng 9 năm 1994, 62 đứa trẻ từ một trường học ở Ruwa đã chứng kiến vụ hạ cánh của một con tàu vũ trụ lớn và nhiều chiếc tàu nhỏ hơn gần trường học của chúng. Đám trẻ mô tả những người ngoài hành tinh bước ra khỏi phi thuyền có "cái đầu lớn, hai lỗ mũi, một khe miệng hoặc không hoàn toàn có miệng, mái tóc đen dài và mặc bộ quần áo một mảnh tối màu". Nhà tâm thần học người Mỹ John E. Mack đã phỏng vấn một số đứa trẻ liên quan đến vụ việc và kết luận rằng đây có thể không phải là một vụ cuồng loạn tập thể vì 12 đứa trẻ đã kể lại sự kiện một cách nhất quán. Mack cho biết các cuộc phỏng vấn cũng tiết lộ vẻ "ấn tượng nhất quán [do bọn trẻ đưa ra rằng] một dạng sống có tri giác nào đó quan tâm đến Trái Đất, quan tâm đến môi trường và thậm chí quan tâm đến cả trẻ em nữa".